# Stationfall
Starcross est un jeu vidéo de fiction interactive conçu par Steve Meretzky et publié par Infocom à partir de 1987 sur Amiga, Amstrad CPC, Apple II, Atari 8-bit, Atari ST, Commodore 64, DOS et Apple Macintosh. Il fait suite à Planetfall, publié en 1983.
Une adaptation du jeu en roman, baptisée Stationfall et écrite par Arthur Byron Cover, est publiée en 1989.
Le jeu s'est vendu à plus de 20 000 exemplaires sur la période 1987-1988.